# Riu de Gorgos
El riu de Gorgos és una típica rambla mediterrània que discorre en la seua major part per la comarca valenciana de la Marina Alta. En alguns trams es diu riu de Castells, riu de Xaló o riu de Benigembla.
Ha estat declarat com a lloc d'importància comunitària (LIC) en la xarxa Natura 2000 per part de la Unió Europea, a causa de l'alt valor ecològic i ambiental.
Aquest riu naix a Castell de Castella al llogaret de Plat de Patrocos de la confluència del barranc de Malafí que re cull les aigües de l'Alfaro i del barranc de Castell de Castells que drena les serres de Serrella. Desemboca al mar mediterrani al barri de les Duanes de la Mar de la ciutat de Xàbia.

## Recorregut
La conca té una superfície de 283,2 km² i el riu té uns 55 km de llargària. Comença el seu recorregut en les poblacions de Famorca i Castells de Serrella, on és conegut com el riu de Castells. Passa per Benigembla, Murla, Parcent, Alcalalí i Xaló. Al pla de Petracos rep l'aportació d'un dels seus afluents més emblemàtics, el barranc de Malafí, i s'anomena riu de Xaló mentre travessa totes les poblacions de la Vall de Pop i d'Aixa, però a partir de Llíber passa a anomenar-se riu de Gorgos. Després, rep les aigües del barranc de la Font d'Aixa. A continuació, passa per Gata de Gorgos i desemboca finalment a Xàbia.

## Característiques
Les pluges torrencials de la tardor solen provocar freqüents avingudes, sobretot al curs mitjà del riu; però, a l'estiu, es manté pràcticament sec, tret d'alguns tolls on tot l'any hi ha aigua, que s'aprofita per al reg de taules d'horta. El seu llit té una gran permeabilitat, el que fa que el seu cabal servisca per a nodrir moltes fonts per efecte de la filtració sota els estrats horitzontals de l'Eocè.

## Flora

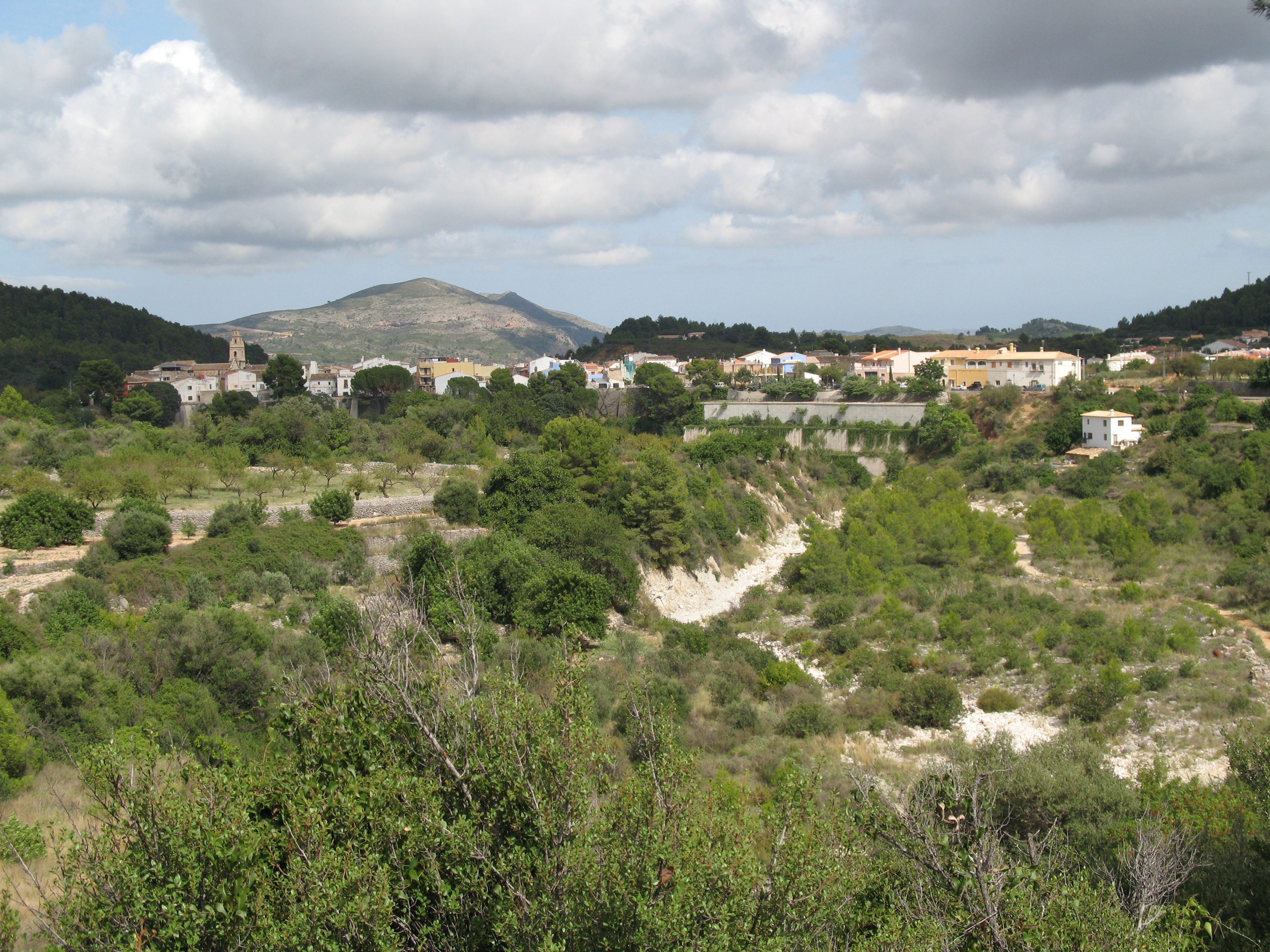
El llit del riu Gorgos al seu pas per Benigembla

A la ribera del riu de Gorgos creix abundosament la boga, baladre i canya.
Les diferents espècies de boga (Typha), una planta de fulla perenne que assecat es fa per trenar seients per a cadires. El baladre hi és autòcton i creix als codolars de la ribera.

## Nòmina d'afluents

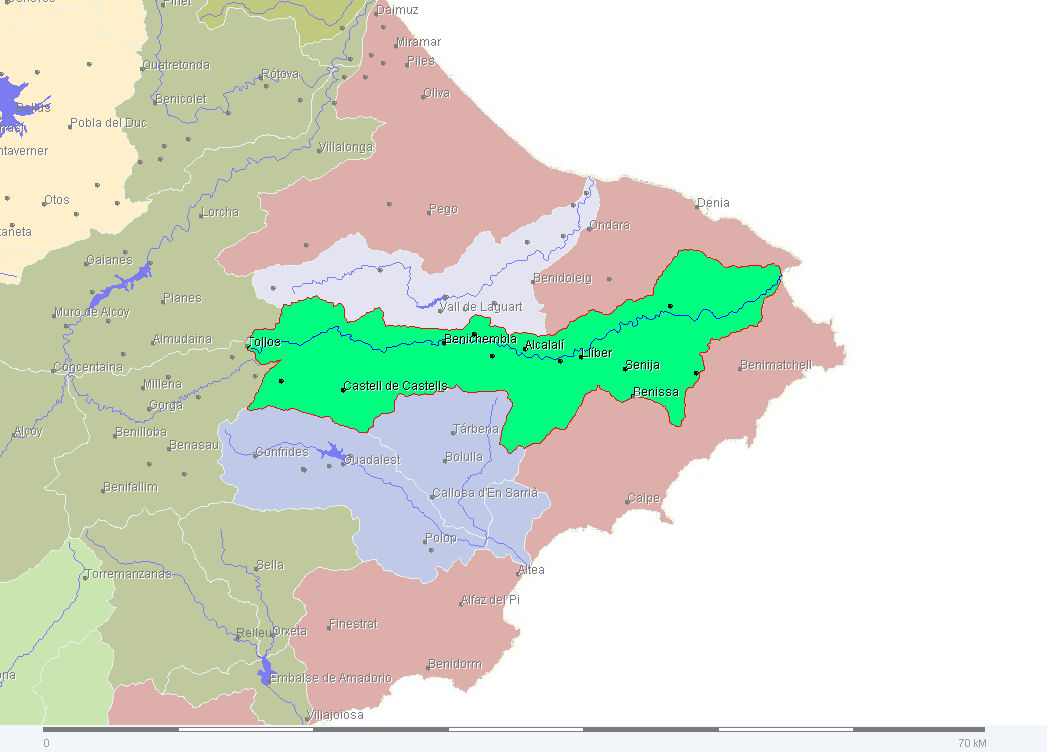
Conca del riu Gorgos en relació amb la Marina Alta

## Nòmina d'afluents[6]

### Capçalera
- Barranc de Fageca
- Barranc de Malafí
- Barranc de la Bóta
- Barranc de Petracos

### Curs mitjà (osubcomarca d'Aixa-Pop)
- Barranc d'es Maīc
- Barranc de la Foia
- Barranc de Passula
- Riuet de Cuta
- Barranquet de Llíber

### Curs baix
- Barranc de la Font d'Aixa
- Barranc de l'Horta o de Teulada
- Barranquera de Xàbia

## Antics molins hidràulics de la conca del riu de Gorgos[7]
- Molí de Xancossa (Castell de Castells)
- Molí del Gomis (Castell de Castells)
- Molinet Vell (Benigembla)
- Molí del Primo (Parcent)
- Molí de les Hortes (Alcalalí)
- Molí de la Raconada (Alcalalí)
- Molí de la Tarafa (Xaló)
- Molí Nou (Xaló)
- Molí del Giner (Xaló)
- Molinet de Llíber (Xaló)
- Molí de la Xaraca (Llíber)
- Molí de Caselles (Xàbia)
- Molí de Climent (Xàbia)
- Molí de Narret (Xàbia)
- Molí de Garçó (Xàbia)